# Los Tres Bemoles
Los Tres Bemoles fue un grupo musical fundado en París por Onofre Garraus Atorrasagasti, y que alcanzó gran renombre tanto en España como en Hispanoamérica durante las dos décadas en que aproximadamente estuvo activo, hasta su disolución en 1899. Esta formación también era conocida como La Troupe O. Garraus.

## Reseña biográfica
Francisco Onofre Garraus Atorrasagasti nació en Santesteban (Navarra) en 1858, (aunque también figura en algunos lugares Lesaca como su lugar de nacimiento). En 1878 realiza un viaje de estudios a París, tras conseguir una beca, y cuando esta se agotó decide permanecer en la capital francesa. Para poder mantener sus gastos funda entonces un dúo de cuerda (guitarra y cítara, véase la imagen al pie de este apartado) con un santestebeño apellidado Jaunsarás, y se especializan en los recitales músico-humorísticos. Un poco después el dúo se transforma en trío, mediante la incorporación de un joven madrileño, Antonio Beltrán, con lo que se constituye la "Troupe O. Garraus".
En sus primeros tiempos el grupo actuó en España, Francia, y algunos países de Europa, pero en vista de que el éxito les acompañaba decidieron probar suerte en países de la América hispana, y así los encontramos en 1890 en los escenarios de Buenos Aires (Argentina), y en 1891 en Venezuela y Cuba. Además, es muy probable que actuaran también en Brasil, ya que hay una fotografía de Onofre Garraus obtenida en el estudio del famoso fotógrafo portugués José Ferreira Guimarães, activo en Río de Janeiro (Brasil) a partir de 1886 (imagen disponible al final de este apartado).
Parece ser que para realización de sus giras sudamericanas se asociaron en algún momento con el mago y empresario John Miller Balabrega, de gran fama en esos momentos; realizaba trucos de magia mental y hacía las veces de medium y asistente de escena su esposa, la bella Emma Lynden, quien también presentaba en el espectáculo canarios amaestrados así como música interpretada con diversos instrumentos, algo que combinaba muy bien con lo que hacían Los Tres Bemoles.
“Las muy bonitas y divertidas funciones de Balabrega y Garrauz se formaban de actos de prestidigitación y psyconognotismo por Balabrega y Emma, y de piezas de música tocadas con extrema habilidad y mucho lucimiento por los Tres Bemoles, en bandurrias, guitarras, cascabeles, botellas, cencerros, cacerolas, regaderas, violines, mandolinas, varitas de madera y cien instrumentos más.” 
Hay noticias sobre una presentación de Los tres bemoles en el Teatro Guzmán de Cúcuta (Colombia) a finales del siglo diecinueve, indicios de que Balabrega -quien viajaba con aquellos músicos incorporados a su Compañía Universal de Variedades- visitó la ciudad fronteriza procedente quizá de Maracaibo:
“Desde sus principios el Teatro Guzmán ha sido fuente contínua y verdadera de novedades y atracciones para los cucuteños. En su escenario conocimos en aquellos días, malabaristas célebres, músicos exóticos, como Los tres bemoles.” 
“Dicen que el trío Los Tres Bemoles, que venía con un grupo de teatro y ejecutaba música con botellas o vasos, con más o con menos agua para que pudieran dar diferentes tonos, (…) y aunque parecía un instrumento muy rústico era tan afinado como el más fino piano. Este grupo se dirigió al público asegurando que daría un premio al que tocara el bambuco Brisas del Pamplonita con dichos instrumentos improvisados. 
Entonces un hombre se dirige al escenario, coge las baquetas, hace unos pequeños registros y cuando encontró la tonalidad se soltó a tocar. Dejó perplejo al trío de Los Tres Bemoles. Ese era Roberto Irwin Vale.” 
Esta persona, Roberto Irwin Vale (1866-1900) fue músico, compositor y poeta, y justamente el autor de la letra de "Brisas del Pamplonita", una obra recién estrenada y que se haría muy popular. Esta reseña sirve para datar aproximadamente la función, ya que la obra citada se estrenó el 10 de junio de 1894 y la reseña periodística es del 4 de diciembre del mismo año.
El grupo presumiblemente continuó con el mismo éxito hasta un suceso desgraciado que supuso su disolución, pues en 1899 falleció en tierras americanas uno de los Bemoles, Jaunsarás, y el conjunto entonces se disolvió de inmediato.
|  |  |
|  |  |

## Características artísticas
Los Tres Bemoles basaban sus actuaciones en el hecho de despertar la hilaridad del público a partir de lo chocante, por contradictorio, de su espectáculo. Su atuendo, prácticamente un disfraz, evocaba el de los músicos de muchos años atrás. Como es sabido, tanto los músicos solistas como los que integran las orquestas de música clásica suelen vestirse de un modo muy formal, de etiqueta, incluso años después de que las normas comunes de la etiqueta hayan variado la indumentaria de los músicos se mantiene fija. Y así, aparecían con pelucas empolvadas y librea, una moda ya en desuso pero que seguramente era reconocida por el público. Su repertorio musical era también totalmente clásico: arias de "La favorita" y "Lucía de Lamermoor", piezas de Arrieta, de Beethoven, etc., pero los instrumentos de los que se servían resultaban estrafalarios: cascabeles, botellas, sartenes, palos de escoba y cachivaches varios que habían sido modificados agregándoles cuerdas de violín o violonchelo, cacharros seriados para conseguir la escala musical al golpearlos, etc.
También llevaban en su repertorio obras populares y de tipo español; se conserva una partitura escrita ex profeso para el grupo por José Gotós, músico que fue director de la orquesta del Liceo de Barcelona, y que luego se trasladó a Puerto Rico, donde igualmente llevó a cabo una reconocida labor musical; concretamente en la obra se lee: "Seguidillas escritas espresamente (sic.) para los artistas humoristicos (sic.) LOS TRES BEMOLES"; esta obra podemos datarla antes de 1897, fecha de fallecimiento del maestro Gotós.
Por los datos conservados a través de la prensa, su repertorio era bastante extenso, y solían adaptarlo a la localidad o país en el que actuaban, ya fuera en España o en América. Una muestra de ello es este programa publicado el 25 de agosto de 1892 en la ciudad de Guayaquil (Ecuador): PROGRAMA. Acto 1º. Concierto serio de Bandurrias y Guitarras. 1. Sinfonía. 2.Waldteuffel: "Tres jolies", vals. 3. Beltrán: Fantasía sobre el motivo "Las campanas de carillón". 4. Chueca: "Veni, vidi, vinci", vals. Acto 2º. Excéntrico y jocoso, Los Tres Bemoles. 1. Bemoles: "Chico Colis", trío ejecutado con chocolatera, sartén y cítara. 2. Wite: Zamacueca ejecutada a dos bandurrias y guitarra. 3. Bemoles: Caprichoso vals ejecutado con botellas y acompañamiento de tenor, lira y guitarra. 4. Beltrán: "Pescado al gratén", polka ejecutada con sartenes y platos. 5. Bemoles: Difícil juego de timbres. 5. Id.: Idilio ejecutado en 500 cascabeles, con acompañamiento de laúd y guitarra. 7. Gounod: Célebre Ave María (Medalla de Oro). Acto 3º: Los Tres Bemoles. 1. Beltrán: Caprichoso vals ejecutado en copas a cuatro manos. 2. Bemoles: "A las orillas del Guayas". Pasa-calles ejecutado con tambores armónicos, (dedicado a la compañía de bomberos "Olmedo"). 3. Beltrán: "En la Sierra", gran vals ejecutado en 1000 cascabeles. 4. Donizetti: "Lucia de Lamermoor", ejecutado en macarrones. 5. Bemoles: "La Porteña", polka ejecutada en gran Campanólogo. 6. "Un adiós a Guayaquil", jota cantada.
En la reseña que se publicó en el Diario de Burgos, de fecha 18 de agosto de 1894, encontramos una lista de las obras que se presentaron, así como los nombres de algunos instrumentos; las obras fueron: "Capricho", "Potpourri de aires nacionales","Galop","Romanza de El Rey que rabió", "Ave María (arreglo)", "Sardana, de Garín (arreglo)", "Andante misterioso", "El chaleco blanco (arreglo)", "Wals", "Otro wals", "Plato del día (polka)", "Retreta militar", "Polka" y "Polka ¡Arrebato!"; los instrumentos mencionados son, entre los conocidos: cítara, bandola, bandurria, laúd, guitarra, marimba (calificada como "raro y difícil instrumento indio"), y entre los inusuales: chocolatera, cacerola, botellas, cascabeles, cencerros, regadera, jarro, aceitera, macarrones, doble copólogo, tambores armónicos, gran campanólogo.
Es interesante mencionar que en 1885 actuaron en la localidad barcelonesa de El Vendrell, y uno de sus asistentes fue un jovencísimo Pau Casals, entonces un simple muchacho que ayudaba a su padre en la tarea de tocar el órgano de la iglesia. Muchos años después, Pau Casals explicó en una entrevista concedida a un periodista de Puerto Rico que aquellos "payasos" (pues esto le parecían a él) tocaban un remedo del violonchelo construido con palos de escoba, y fue tan grande el impacto en el pequeño Pau que convenció a su padre para que le construyese uno similar, y así tuvo su primer instrumento de cuerda, que conservó cariñosamente luego toda la vida, un violonchelo creado a partir de una calabaza alargada que hacía de caja de resonancia.

## Otras reseñas en prensa
"Los tres bemoles. Esta noche se presentarán al público en el Teatro Principal estos notables artistas, que han recorrido los principales de Andalucía, habiendo dado en Sevilla, solamente más de cuarenta conciertos, y ejecutarán entre otras obras de su repertorio, el tango del caracolillo del Certámen Nacional, y peteneras, y malagueñas, tocadas con más de 500 cascabeles. Anoche llegaron á esta capital, y los aficionados le ofrecieron un gran recibimiento desde la estación de los ferrocaliles a la Fonda."
"El señor O. Garraus es un verdadero genio para la combinación de sonidos y sus compañeros Bemoles, que ahora se nos han colocado aquí sin ruido ninguno para meter enseguida tanto desde el Teatro Carubia... Todo canta entres sus manos, porque estos Midas de la música son capaces de arrancar vibraciones sonoras al mismo pedernal". 
"El trabajo de la simpática troupe es fino, delicado, agradable… Ya sabemos que no debemos destinar a sus usos respectivos y conocidos la sartén, el plato, la regadera, la jarra, la chocolatera, la botella, el vaso, la copa, etc., etc.; que con esos objetos podemos regalarnos horas de solaz y que hasta ellos podemos hacer descender los genios celebrados de la música”.
“No sé cómo empezar a descubrir la impresión que causó al auditorio el oír sonidos armónicos arrancados violentamente de los utensilios más vulgares de nuestras cocinas… Los concurrentes aplaudían frenéticamente, locos, delirantes, haciendo repetir los trozos el repertorio señalado”.
“Son una verdadera notabilidad los tres excéntricos músicos. Ejecutan todo género de piezas, algunas de ellas dificilísimas, con una limpieza, una seguridad, una afinación y, sobre todo, con un gusto tan exquisito que sorprenden, admiran y arrebatan”.
“Es bueno dejar anotado que son lo que en puridad de verdad pueden llamarse maravillas. Después de haberlos visto se infiere fácilmente el éxito que los ha seguido en todos aquellos puntos donde se han presentado”.
"Debut de Los Tres Bemoles artistas universalmente aplaudidos".
Los tres bemoles. Consiste la originalidad de estos artistas en producir bellas piezas musicales valiéndose de objetos que, por los usos a los que se destinan, están muy lejos de remplazar a los instrumentos de viento y cuerda. Actualmente trabajan en el Teatro Caracas donde son muy aplaudidos”. A pesar de la nota destacar la invención de algunos instrumentos, también se pueden observar en la foto la presencia de instrumentos conocidos como la guitarra, el violín, el xilófono, las campanas. (Texto acompañando una fotografía del grupo).

## Grupos musicales posteriores y de algún modo similares
Tras la disolución del grupo, tan abrupta y presumiblemente con funciones contratadas en varios países, aparecen en prensa sudamericana algunas menciones al mismo grupo, con el mismo nombre, dedicado a ejecutar música con instrumentos estrafalarios, pero componentes distintos; sin embargo el rastro de estos presuntos "continuadores" ya no existe a partir de 1900, por lo que debió de ser un experimento efímero.
Y más tarde, en el primer cuarto del siglo XX, encontramos un grupo Los Tres Bemoles también en Sudamérica, sin que pueda descartarse que se hicieron eco del nombre del grupo español, que tanta fama había alcanzado.
En Francia, y muchos años después de la disolución de Los Tres Bemoles, aparecen dos grupos que a primera vista podrían tener alguna influencia suya:Les Quatre Barbus, activos de 1938 a 1969, y Les Frères Jacques activos de 1944 a 1983. Es verdad que tienen en común una cierta formalidad en los atuendos, que actúan a modo de uniforme en cada grupo, y el uso de piezas de música clásica, aparte de que por supuesto son grupos de "música y humor"; pero están muy separados en el tiempo, y si bien Los Tres Bemoles actuaron en Francia, pues de hecho se crearon en París, no hay ninguna referencia que permita suponer algún tipo de influencia en los dos grupos posteriores mencionados.
Se suele citar al grupo argentino de música y humor Les Luthiers como unos ciertos herederos de Los Tres Bemoles, ya que también se dedican a provocar la risa a través de la música, y sobre todo, ambos conjuntos exhiben en escena instrumentos informales fabricados por ellos, los cuales, de hecho, presentan muchas similitudes, sobre todo si comparamos los primeros instrumentos de Les Luthiers (latín, celato, bass pipe, alt pipe, gom horn...) con los de Los Tres Bemoles. Sin embargo, la influencia directa de estos sobre Les Luthiers no pudo existir, sencillamente porque están demasiado separados en el tiempo (la última actuación de Los Tres Bemoles se realizó décadas antes de que naciera cualquier componente de Les Luthiers). De hecho, una nieta de Onofre Garraus, Caridad Larregla Garraus, acudió a un concierto de Les Luthiers, en 2003, y presentó documentos del trabajo del grupo de su abuelo a los músicos argentinos, quienes desde luego ignoraban su existencia, algo lógico ya que no hay ningún registro fonográfico ni de ningún otro tipo de Les Tres Bemoles, salvo fotografías y reseñas en prensa, así que si acaso sería una influencia indirecta: de Los Tres Bemoles sobre los dos grupos franceses reseñados y de estos sobre Les Luthiers, (esta última influencia sí existió, aunque de modo muy limitado).

## Imágenes del grupo
Dada la antigüedad de las mismas, y la falta de otros registros, las imágenes de Los Tres Bemoles cobran gran importancia documental
|  |  |  |  |  |
|  |  |  |  |  |